# North American Airlines
North American Airlines (code AITA : NA ; code OACI : NAO) est une compagnie aérienne américaine ayant opéré de 1989 à juin 2014.

## Histoire
La compagnie a été créée en 1989 et a commencé ses opérations le 20 janvier 1990. Elle a été fondée par Dan McKinnon. El Al détenait une participation de 24,9% dans la compagnie jusqu'à la vente à McKinnon en juillet 2003. L'entreprise a été acquise par la World Air Holdings en avril 2005.
Elle a commencé par faire des vols charters sur Boeing 757. La société s'est développée au cours des années 1990, en ajoutant des vols vers San Juan, Puerto Rico, le Mexique et d'autres destinations. North American Airlines a également lancé un vol régulier entre l'aéroport international de Los Angeles et l'aéroport international John-F.-Kennedy de New York.
En 2007, la société mère est rachetée par Global Aero Logistics, rebaptisé Global Aviation Holdings le 26 février 2009.

## Flotte

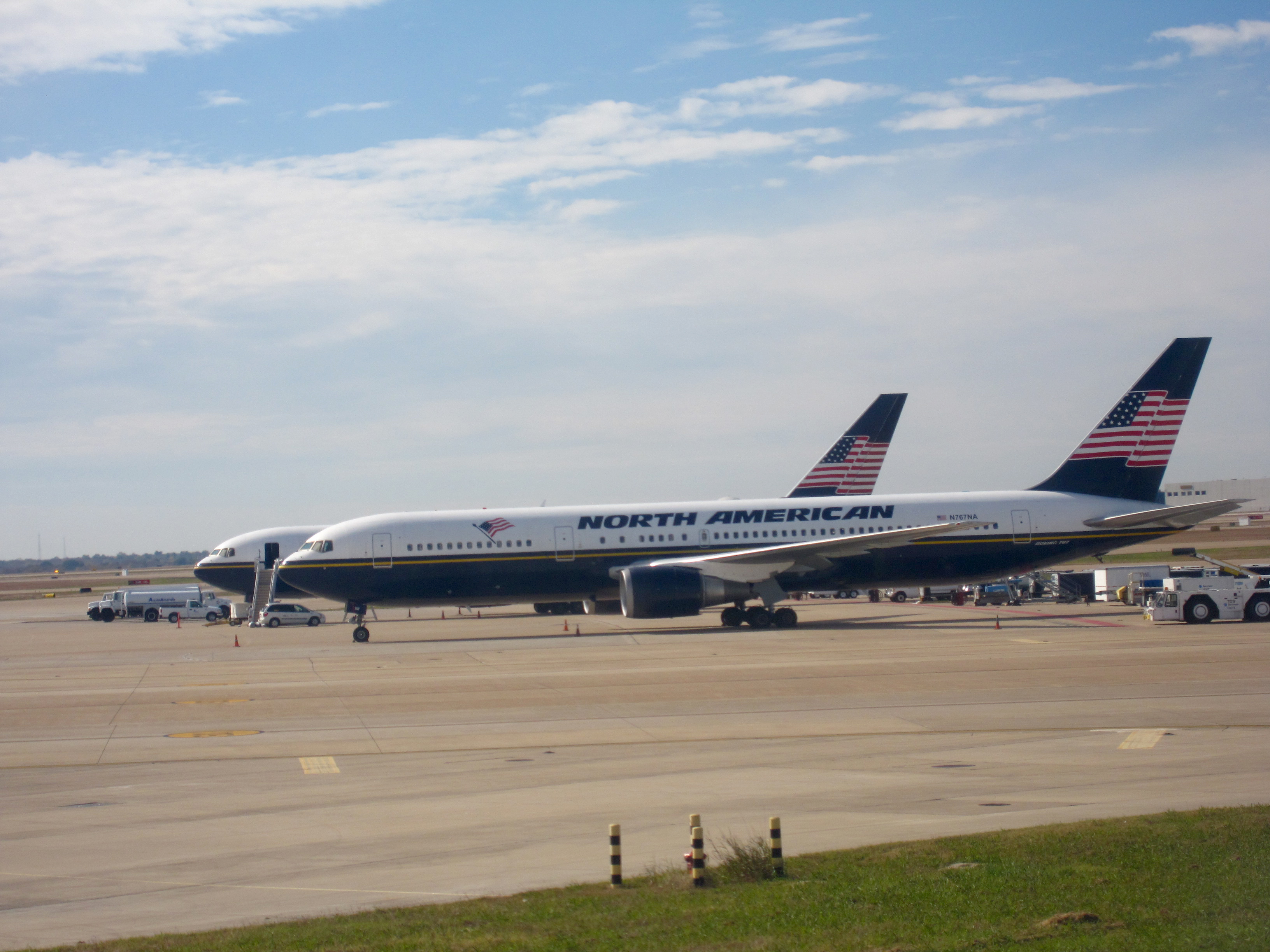
Boeing 767-300 de la compagnie